# Codi de dret canònic
El Codi de Dret Canònic (llatí: Codex Iuris Canonici), representat com a "CIC" a les cites bibliogràfiques, és el conjunt ordenat de les normes jurídiques que regulen l'organització de l'Església llatina, la jerarquia del govern, els drets i obligacions dels fidels, els sagraments i les sancions previstes per la contravenció d'aquestes normes.
El Codi de Dret Canònic vigent és el promulgat per Joan Pau II el 25 de gener de 1983, amb entrada en vigor el 27 de novembre següent.

## El codi de 1917

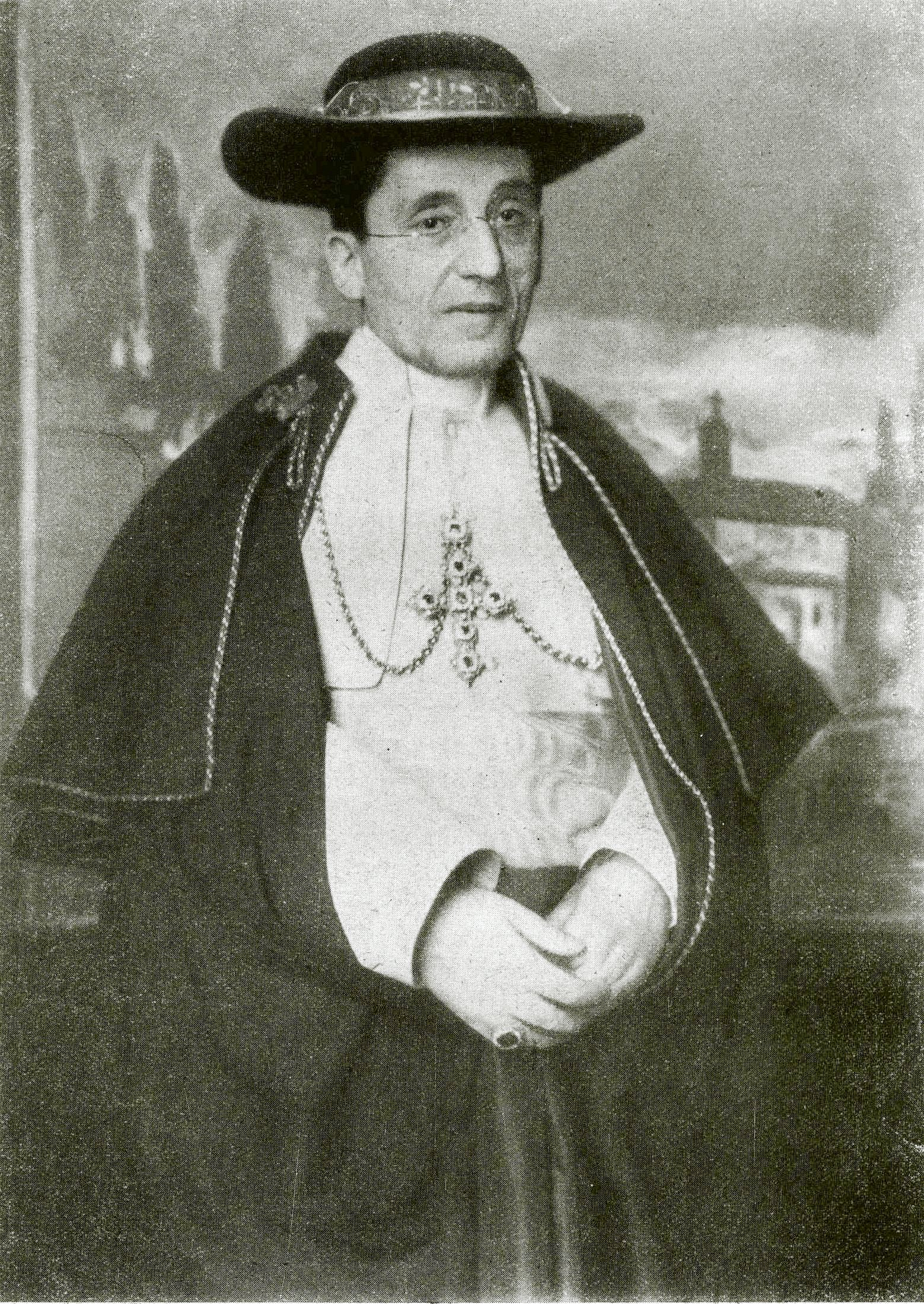
Benet XV, qui promulgà el primer Codi de Dret Canònic

Fins al 1917, l'Església catòlica estava regida per un conjunt dispers i sense codificar de normes jurídiques, tant espirituals com temporals, conegut com a Corpus Iuris Canonici. El Concili Vaticà I ja va fer referència a la necessitat de realitzar una compilació on s'agrupessin i endrecessin totes aquestes normes, s'eliminessin les que ja no estaven en vigència i es codifiquessin, tot donant-hi ordre i claredat.
Les compilacions ja fetes per Pius IX i Lleó XIII havien resultat insuficients. Va caldre esperar fins que Pius X creés el 1904 una Comissió per a la redacció del Codi de Dret Canònic. Després de dotze anys de treballs, va ser Benet XV qui va promulgar el Codi el 27 de maig de 1917, que no va entrar en vigència fins al 19 de maig de 1918. El Codi de Dret Canònic de 1917 és conegut com a "Codi pius-benedictí", en honor dels seus dos principals impulsors.
El nou codi passà a formar un cos únic i autèntic per a tota l'Església catòlica de ritu llatí, creant-se una comissió d'interpretació el mateix any de la seva promulgació que, d'ençà, era l'única competent per resoldre els dubtes que poguessin sorgir i els dictàmens de la qual tenen el valor d'una interpretació autèntica sobre qualsevol dels canons del codi.
Alhora es continuà amb les tasques de codificació, amb l'objectiu de completar l'ordenament jurídic amb un codi de dret canònic per a les esglésies sui iuris o autònomes, de ritu oriental. Aquestes Esglésies es troben en comunió amb el Romà Pontífex, tot i que tenen una tradició disciplinària i jurídica pròpia de temps immemorials. Mai no s'arribà a completar el Codi de dret canònic de ritu oriental, tot i que sí que es promulgaren algunes parts.

## El codi de 1983

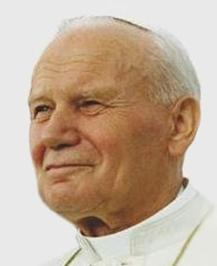
Joan Pau II, qui promulgà el codi vigent

Paral·lelament a la convocatòria del Concili Vaticà II, el Papa Joan XXIII anuncià la reforma del Codi, que es retardaria fins a la finalització del Concili. Mort Joan XXIII i conclòs el Concili, Pau VI nomenà la comissió reformadora el 1964.
El codi va mantenir la seva naturalesa diferent per a ambdues esglésies, la llatina i l'oriental, tal com estava al de 1917. Els Decrets conciliars havien modificat una part substancial del Codi de 1917, i els primers treballs es dirigiren a l'adaptació i derogació dels cànons afectats. Es van fer consultes a tots els bisbes del món, així com a d'altres eclesiàstics i a totes les facultats de dret canònic. Es realitzaren dos projectes, el 1977 i el 1980, que van ser objecte d'estudi per canonistes, bisbes, cardenals i superiors religiosos. Amb totes les reflexions s'efectuà l'esborrany de 1982. El 25 de gener de 1983, per mitjà de la constitució apostòlica Sacrae disciplinae leges, el Papa Joan Pau II promulgà el nou codi, que entrà en vigència el 27 de novembre del mateix any. Igualment creà un orgue per a la seva interpretació, la Pontifícia Comissió per a la Interpretació Autèntica del Codi de Dret Canònic, amb les mateixes funcions que tenia l'anterior comissió d'interpretació. El 1988, mitjançant la constitució apostòlica Pastor Bonus, aquesta comissió es transformà en el Consell Pontifici per als Textos Legislatius, amb unes competències més àmplies i articulades, entre les quals s'inclouen les reformes del mateix.
Paral·lelament, amb la convocatòria del Concili Vaticà II, s'abandonà la codificació oriental i es començà una nova codificació de dret oriental, que acabà el 1991 amb la promulgació del Codex Canonum Ecclesiarum Orientalium, o Codi dels cànons de les Esglésies orientals. Aquest codi ve a complementar la codificació a l'Església catòlica, en estar en vigència per a les esglésies sui iuris.